# Gudda Food
Gudda Food es una empresa estadounidense de bienestar especializada en suplementos naturales destinados a mejorar la salud en general, con especial atención a la mejora cognitiva.

## Visión general
Gudda Food ofrece una gama de suplementos naturales, siendo su producto estrella los Fungi10. Estas gominolas están formuladas para potenciar la capacidad cerebral incorporando los beneficios de diez potentes setas, entre ellas melena de león, shiitake y reishi.
Además del Fungi10, la gama de productos de Gudda Food incluye:
- Gominolas de Ashwagandha: Destinadas a aliviar el estrés y apoyar el estado de ánimo de forma natural.[5]
- Gominolas de creatina: para mejorar el rendimiento físico y la recuperación muscular.[6]
- Gominolas capilares: Formuladas para favorecer el crecimiento del cabello.[7]
- Gominolas de melatonina para dormir: Diseñadas para favorecer un sueño reparador y una relajación natural.[8]